# Jiwaro

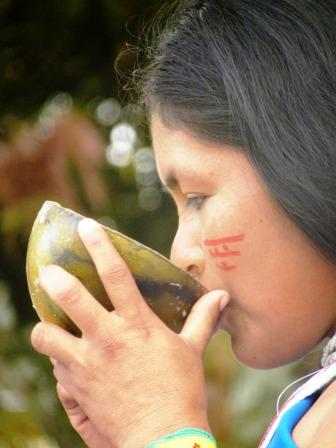

Jiwaro, Jívaro, Chiwaro, Sziwaro, Hiwarowie – grupa plemion indiańskich żyjących w Ekwadorze (wschodnie skłony Andów – tzw. region Montaña) oraz północno-wschodnim Peru (na północ od rzeki Marañón).
Zajmują się uprawą batatów i ryżu, zbieractwem, rybołówstwem i myślistwem. Bitni wojownicy – słynni łowcy głów, znani z techniki preparowania ich do rozmiarów owocu pomarańczy (tzw. tsantsa, których posiadanie daje zgodnie z wierzeniami Jiwaro nadnaturalną siłę). Preparowanie polega na wygotowaniu zdjętej uprzednio skóry, którą następnie wypełnia się gorącymi kamykami i piaskiem – po wychłodzeniu ulega ona silnemu skurczeniu. Populację Jiwaro szacuje się obecnie na około 20 tys.